# Tahşiyeciler
Die Tahşiyeciler sind eine islamische Gemeinde (türk. cemaat), deren Führer der Vorbeter im Ruhestand Mehmet Doğan ist. Dieser wird auch „Molla Muhammet“ genannt. Tahşiye bedeutet „Fußnote“ oder „Anmerkung“ und rührt vom Namen des Verlages der Gruppierung her. Die Tahşiyeciler sind Teil der Nurculuk-Bewegung und haben oder hatten ihren Schwerpunkt in Südostanatolien. Zwischen ihnen und der ebenfalls zur Nurculuk zählenden Gülen-Bewegung kam es ab 2009 zu einem erheblichen Disput über die Frage des interreligiösen Dialogs, den die Tahşiyeciler ablehnten, und über die richtige Auslegung der Schriften Said Nursîs. Im Kern ging es aber um die Rivalität beider Führungspersonen. 
Im April 2009 wurden die Tahşiyeciler auf dem Gülen-nahen Sender Samanyolu TV mehrfach als gewaltbereite Organisation dargestellt. Auch Gülen persönlich bezeichnete die Tahşiyeciler in Videos als „Kräfte des Bösen“ und stellte sie in eine Reihe mit al-Qaida und der kurdischen Hizbullah.
Die Staatsanwaltschaft Istanbul nahm Ermittlungen auf. Im Januar 2010 wurden in 16 Provinzen Objekte durchsucht und 132 Personen festgenommen. Gegen 38 von ihnen wurde Untersuchungshaft verhängt. Angeblich wurden dabei Handgranaten sichergestellt. Zeitungsberichten zufolge ließen sich auf den Asservaten aber nur Fingerabdrücke von Polizeibeamten feststellen.  Mehmet Doğan wurde nach 17-monatiger U-Haft freigelassen. In der türkischen Öffentlichkeit wurden die Exekutivmaßnahmen als das Werk Gülens aufgefasst.
Am 14. Dezember 2014 nahm die türkische Polizei bei einer, so die offizielle Verlautbarung, gegen die Tahşiyeciler gerichteten Operation zahlreiche Personen fest, darunter auch Ekrem Dumanlı, Chefredakteur der Zaman und Hidayet Karaca, Vorstandsvorsitzender der Samanyolu A.Ş. Die Vernehmungen Dumanlıs drehten sich allerdings um das Thema Fethullah Gülen und auch der Umstand, dass nur Gülen-nahe Medien und Personen betroffen waren, führte zur allgemeinen Einschätzung, dass die Maßnahmen sich gegen den Einfluss Gülens richteten.